# Mertert
Mertert (en luxembourgeois : Mäertert ) est une localité luxembourgeoise et une commune portant le même nom situées dans le canton de Grevenmacher.

## Géographie
Mertert est un village situé dans la vallée de la Moselle au confluent de la Syre.

### Sections de la commune
- Mertert
- Wasserbillig (chef-lieu)

### Voies de communication et transports
La commune est traversée par les routes nationales N1 et N10.
La commune est desservie par le Régime général des transports routiers (RGTR). En outre, elle opère un service « City-Bus » régulier, le « City-Bus Mertert-Wasserbillig ».
La commune est desservie par les gares de Mertert et de Wasserbillig, gares de la ligne 3, de Luxembourg à Wasserbillig-frontière.

## Histoire
La commune de Mertert est née de la fusion des villages de Wasserbillig et de Mertert le 22 octobre 1796.

## Politique et administration

### Liste des bourgmestres
| Identité            | Période          | Période                  | Durée                     | Étiquette |
| Identité            | Début            | Fin                      | Durée                     | Étiquette |
| ------------------- | ---------------- | ------------------------ | ------------------------- | --------- |
| Aloyse Kuhn (d)     | janvier 1985     | décembre 1999            | 14 ans et 11 mois         |           |
| Gust Stefanetti (d) | 1er janvier 2000 | octobre 2016 (démission) | 16 ans et 9 mois          | LSAP      |
| Jérôme Laurent (d)  | 2 novembre 2016  | En cours                 | 8 ans, 4 mois et 12 jours | LSAP      |

## Population et société

### Démographie
L'évolution du nombre d'habitants est connue à travers les recensements de la population effectués dans le pays depuis 1821. Les recensements décennaux de la population permettent de caler les chiffres sur la composition de la population par sexe, âge, nationalité et commune de résidence. Entre deux recensements, la population au 1er janvier de l’année {\displaystyle x} est évaluée en ajoutant à la population au 1er janvier de l’année {\displaystyle x-1} les soldes naturel (naissances {\displaystyle -} décès) et migratoire (arrivées {\displaystyle -} départs) de l'année. La même méthode est appliquée pour la répartition par âge au 1er janvier et les effectifs totaux par nationalité. Depuis le 1er septembre 2023, le Luxembourg dénombre 100 communes.
Au 1er janvier 2024, la commune comptait 5 346 habitants.
| 1821 | 1851  | 1871  | 1880  | 1890  | 1900  | 1910  | 1922  | 1930  |
| ---- | ----- | ----- | ----- | ----- | ----- | ----- | ----- | ----- |
| 802  | 1 088 | 1 301 | 1 497 | 1 534 | 1 952 | 2 560 | 2 191 | 2 542 |

| 1935  | 1947  | 1960  | 1970  | 1978  | 1979  | 1981  | 1983  | 1984  |
| ----- | ----- | ----- | ----- | ----- | ----- | ----- | ----- | ----- |
| 2 745 | 2 474 | 2 814 | 3 011 | 2 964 | 3 000 | 3 053 | 3 040 | 3 030 |

| 1985  | 1986  | 1987  | 1988  | 1989  | 1990  | 1991  | 1992  | 1993  |
| ----- | ----- | ----- | ----- | ----- | ----- | ----- | ----- | ----- |
| 3 020 | 3 010 | 2 990 | 2 962 | 3 009 | 3 042 | 2 926 | 2 976 | 3 031 |

| 1994  | 1995  | 1996  | 1997  | 1998  | 1999  | 2000  | 2001  | 2002  |
| ----- | ----- | ----- | ----- | ----- | ----- | ----- | ----- | ----- |
| 3 022 | 3 090 | 3 097 | 3 139 | 3 125 | 3 247 | 3 328 | 3 287 | 3 324 |

| 2003  | 2004  | 2005  | 2006  | 2007  | 2008  | 2009  | 2010  | 2011  |
| ----- | ----- | ----- | ----- | ----- | ----- | ----- | ----- | ----- |
| 3 328 | 3 351 | 3 367 | 3 433 | 3 490 | 3 539 | 3 556 | 3 631 | 3 852 |

| 2012  | 2013  | 2014  | 2015  | 2016  | 2017  | 2018  | 2019  | 2020  |
| ----- | ----- | ----- | ----- | ----- | ----- | ----- | ----- | ----- |
| 4 012 | 4 145 | 4 238 | 4 286 | 4 364 | 4 530 | 4 517 | 4 563 | 4 635 |

| 2021  | 2022  | 2023  | 2024  | - | - | - | - | - |
| ----- | ----- | ----- | ----- | - | - | - | - | - |
| 4 703 | 4 764 | 5 117 | 5 346 | - | - | - | - | - |

Pour des raisons techniques, il est temporairement impossible d'afficher le graphique qui aurait dû être présenté ici.

## Économie
À Mertert on trouve le seul port fluvial de marchandises du Luxembourg. Le port de Mertert a été inauguré le 1er septembre 1966.
La commune fait partie de la zone d'appellation du crémant de Luxembourg.